# Atletica leggera alla XXIX Universiade - 400 metri piani femminili
I 400 metri piani femminili alla XXIX Universiade si sono svolti dal 23 al 25 agosto 2017.

## Podio
| Oro     | Małgorzata Hołub Polonia    |
| Argento | Justine Palframan Sudafrica |
| Bronzo  | Bianca Răzor Romania        |

## Risultati

### 1º turno
Passano alle semifinali le prime quattro atlete di ogni batteria (Q) e le quattro atlete con i migliori tempi tra le escluse (q).
| Posizione | Batteria | Nome                     | Nazione      | Tempo   | Note |
| --------- | -------- | ------------------------ | ------------ | ------- | ---- |
| 1         | 1        | Cátia Azevedo            | Portogallo   | 52.27   | Q    |
| 2         | 5        | Paola Morán              | Messico      | 52.43   | Q,   |
| 3         | 5        | Aiyanna Stiverne         | Canada       | 53.06   | Q    |
| 4         | 1        | Leni Shida               | Uganda       | 53.48   | Q    |
| 5         | 5        | Bianca Răzor             | Romania      | 53.52   | Q    |
| 6         | 1        | Natali Brito             | Messico      | 53.58   | Q    |
| 7         | 1        | Eva Misiūnaitė           | Lituania     | 53.64   | Q    |
| 8         | 1        | Dawnalee Loney           | Giamaica     | 53.87   | q    |
| 9         | 3        | Kateryna Klymiuk         | Ucraina      | 54.15   | Q    |
| 10        | 1        | Anastasiia Bryzgina      | Ucraina      | 54.16   | q    |
| 11        | 4        | Iga Baumgart             | Polonia      | 54.35   | Q    |
| 12        | 4        | Elina Mikhina            | Kazakistan   | 54.43   | Q    |
| 13        | 5        | Kelli Hardnett           | Stati Uniti  | 54.47   | Q,   |
| 14        | 2        | Małgorzata Hołub         | Polonia      | 54.49   | Q    |
| 15        | 4        | Micha Powell             | Canada       | 54.55   | Q    |
| 16        | 3        | Camelia Florina Gal      | Romania      | 54.58   | Q    |
| 17        | 5        | Vanessa Zimmermann       | Svizzera     | 54.77   | q    |
| 18        | 3        | Kristina Dudek           | Croazia      | 54.97   | Q    |
| 19        | 2        | Justine Palframan        | Sudafrica    | 55.04   | Q    |
| 20        | 2        | Eliana Chávez            | Colombia     | 55.18   | Q    |
| 21        | 2        | Noelia Martínez          | Argentina    | 55.34   | Q    |
| 22        | 1        | Hajuaha Braimah          | Ghana        | 55.82   | q    |
| 23        | 1        | Helin Meier              | Estonia      | 56.10   |      |
| 24        | 3        | Birexus Hawkins          | Stati Uniti  | 57.14   | Q    |
| 25        | 5        | Tamara Zupanič           | Slovenia     | 57.96   |      |
| 26        | 4        | Twinkle Chaudhary        | India        | 58.90   | Q    |
| 27        | 3        | Rathnayaka Mudiyanselage | Sri Lanka    | 1:00.94 |      |
| 28        | 5        | Amantle Monwa            | Botswana     | 1:02.05 |      |
| 29        | 4        | Jingky Obanon            | Filippine    | 1:04.43 |      |
| 30        | 2        | Musonda Chitoshi         | Zambia       | 1:05.96 |      |
| 31        | 3        | Alfin Nyamasyo           | Kenya        | 1:07.08 |      |
| 32        | 5        | Muzna Al-Malki           | Oman         | 1:16.03 |      |
|           | 2        | Margaret Barrie          | Sierra Leone | DNS     |      |

### Semifinali
Passano in finale le prime due atlete di ogni batteria (Q) e le due atlete con i migliori tempi tra le escluse (q).
| Posizione | Batteria | Nome                | Nazione     | Tempo | Note                                     |
| --------- | -------- | ------------------- | ----------- | ----- | ---------------------------------------- |
| 1         | 3        | Małgorzata Hołub    | Polonia     | 51.88 | Q                                        |
| 2         | 3        | Bianca Răzor        | Romania     | 51.99 | Q                                        |
| 3         | 1        | Aiyanna Stiverne    | Canada      | 52.03 | Q                                        |
| 4         | 1        | Justine Palframan   | Sudafrica   | 52.12 | Q,                                       |
| 5         | 1        | Iga Baumgart        | Polonia     | 52.25 | q                                        |
| 6         | 3        | Paola Morán         | Messico     | 52.38 | q,                                       |
| 7         | 2        | Cátia Azevedo       | Portogallo  | 52.52 | Q                                        |
| 8         | 2        | Kateryna Klymiuk    | Ucraina     | 52.90 | Q                                        |
| 9         | 3        | Elina Mikhina       | Kazakistan  | 53.04 | Miglior prestazione personale stagionale |
| 10        | 1        | Anastasiia Bryzgina | Ucraina     | 53.28 |                                          |
| 11        | 2        | Leni Shida          | Uganda      | 53.44 |                                          |
| 12        | 1        | Camelia Florina Gal | Romania     | 53.48 |                                          |
| 13        | 1        | Eva Misiūnaitė      | Lituania    | 53.84 |                                          |
| 14        | 3        | Vanessa Zimmermann  | Svizzera    | 54.83 |                                          |
| 15        | 3        | Kristina Dudek      | Croazia     | 54.97 |                                          |
| 16        | 1        | Dawnalee Loney      | Giamaica    | 54.99 |                                          |
| 17        | 2        | Micha Powell        | Canada      | 55.22 |                                          |
| 18        | 2        | Hajuaha Braimah     | Ghana       | 55.52 |                                          |
| 19        | 2        | Noelia Martínez     | Argentina   | 55.66 |                                          |
| 20        | 1        | Eliana Chávez       | Colombia    | 57.05 |                                          |
| 21        | 2        | Birexus Hawkins     | Stati Uniti | 57.63 |                                          |
| 22        | 3        | Twinkle Chaudhary   | India       | 58.24 |                                          |
|           | 2        | Natali Brito        | Messico     | DQ    | R163.3a                                  |
|           | 3        | Kelli Hardnett      | Stati Uniti | DNS   |                                          |

### Finale
| Posizione | Corsia | Nome              | Nazione    | Tempo | Note                                     |
| --------- | ------ | ----------------- | ---------- | ----- | ---------------------------------------- |
|           | 5      | Małgorzata Hołub  | Polonia    | 51"76 |                                          |
|           | 7      | Justine Palframan | Sudafrica  | 51"83 | Miglior prestazione personale stagionale |
|           | 3      | Bianca Răzor      | Romania    | 51"97 |                                          |
| 4         | 6      | Aiyanna Stiverne  | Canada     | 52"33 |                                          |
| 5         | 4      | Cátia Azevedo     | Portogallo | 52"39 |                                          |
| 6         | 2      | Iga Baumgart      | Polonia    | 52"46 |                                          |
| 7         | 1      | Paola Morán       | Messico    | 52"96 |                                          |
| 8         | 8      | Kateryna Klymiuk  | Ucraina    | 53"85 |                                          |